# Феодора Комнина (герцогиня Австрии)
Феодора Комнина (греч. Θεοδώρα ἡ Κομνηνή; ум. 2 января 1184) — византийская принцесса, дочь византийского принца Андроника Комнина, внучка императора Иоанна II Комнина.
В замужестве — герцогиня Австрии.

## Биография
О ранней жизни Феодоры мало что известно, за исключением того, что её отец Андроник Комнин умер в 1142 году. Согласно Никите Хониату, она состояла в кровосмесительной связи со своим дядей Мануилом I. В конце 1140-х годов она обручилась и вышла замуж за Генриха II, герцога Австрийского, чья первая жена Гертруда Супплинбургская умерла в 1143 году. Брак был устроен её дядей, императором Византии Мануилом I и братом её будущего мужа, королём Германии Конрадом III, во время пребывания последнего в Константинополе.
Феодора и Генрих поженились в Константинополе, а в 1156 году Фридрих I Барбаросса пожаловал им герцогство.
Феодора умерла 2 января 1184 года.

## Дети
Муж: с 1148 Генрих II, герцог Австрии (1114—1177). Дети:
- Леопольд V (1157—1194), герцог Австрии с 1177, герцог Штирии с 1192
- Генрих Старший (1158—1223), 1-й герцог Мёдлинг, женат (1177) на Рихезе Чешской, дочери Владислава II, короля Чехии
- Агнесса (1154—1182), замужем с 1168 за Иштваном III, королём Венгрии, вторым браком за Германом, герцогом Каринтии